# Emphytoecia camousseighti
Emphytoecia camousseighti là một loài bọ cánh cứng trong họ Cerambycidae.